# Brylluppet mellem prins Harry og Meghan Markle
Brylluppet mellem prins Harry og Meghan Markle blev afholdt den 19. maj 2018 i St George's Chapel på Windsor Castle i Storbritannien.
Gommen, prins Harry, er medlem af den britiske kongefamilie; bruden, Meghan Markle, er amerikaner og tidligere skuespiller.
Ærkebiskoppen af Canterbury, Justin Welby, forestod vielsen ved en normal anglikansk gudstjeneste for ægteskab udgivet i ritualbogen, der anvendes i Den engelske kirke.

## Omkostninger
Kongefamilien annoncerede, at de ville betale for brylluppet. Prisen for kagen, blomsterne og maden er blevet estimeret til hhv. £50,000, £110,000 og £286,00, og de sammenlagt udgifter er blevet estimeret til omkring £32 millioner. Sikkerhedsomkostningerne blev estimeret til at blive mindre end for brylluppet mellem hertugen og hertuginden af Cambridge. Royal Borough of Windsor and Maidenhead brugte angiveligt £2,6 millioner på at rengøre byer og veje. Brylluppet blev spået at give et boom i turismen i Storbritannien og give ekstra indtægter for op mod £500 millioner.

## Bryllupstøj

### Bruden
Brudekjolen blev designet af den britiske designer Clare Waight Keller, som er chefdesigner ved modehuset Givenchy. Den blev fremstillet af silke med et underskørt af trelaget organzavævet silke og havde en marinekrave, lange ærmer og et slæb. Silkesløret var 4,9 m langt og broderet med 53 blomster, der repræsenterede landende i Commonwealth. Det sad fast med en diadem med diamanter, fremstillet i 1932 til dronning Mary, som Dronning Elizabeth 2. lånte hende. Brochen i midten havde været en bryllupsgave fra County of Lincoln i 1893. Diademet var i platin og bestod af 11 dele, en aftagelig central broche med inkorporerede opaler og diamanter. Brudens sko var ligeledes fra Givenchy.
Bruden bar også øreringe og et armbånd i hvidguld og diamant fra Cartier. Hendes makeup blev lagt af Daniel Martin. Brudebuketten blev designet af Philippa Craddock og indeholdt forglemmigej, ærteblomster, liljekonvaller, pragtspir, jasmin, stjerneskærm og myrte. Blomsterne blev udvalgt af gommen, som håndblukkede forglemmigej til ære for sin afdøde mor prinsesse Diana. Efter brylluppet blev buketten placeret på den ukendte soldat grav i Westminster Abbey efter en tradition som dronningemoderen startede.

### Gommen og forloveren
Prins Harry og hertugen af Cambridge var iført uniformfrakker fra Blues and Royals, som prins Harry tjente 10 år hos, inklusive krigshandlingerne i Afghanistan. Uniformerne var syet hos Dege & Skinner, der er en skrædder der fremstiller herretøj og uniformer på Savile Row, London. Gommen spurgte om dronningens tilladelse til at beholde sit skæg, da skæg kun er tilladt under særlige omstændigheder i British Army. Prins Harry var iført major med stjerne fra Royal Victorian Order, hvor han er kommandør, sammen med medaljer fra Operational Service Medal for Afghanistan, Dronning Elizabeth 2.s Guldjubilæumsmedalje, Dronning Elizabeth 2.s Diamantjubilæumsmedalje og Army Air Corps wings. Prins William, der også er major, havde EIIR cyphers på skuldrene, guld-aiguilletter på højre skulder, og bar en stjerne fra Hosebåndsordenen, de to jubilæumsmedaljer og sine RAF-vinger.

### Brudepiger
Brudepigerne bar højtaljede silkekjoler designet af Clare Waight Keller med pufærmer, mens brudesvendene bare uniformer, der mindede om uniformerne fra Blues and Royals.

### Gæster
Bryllupinvitationen foreskrev en dresscode for mænd med "Gallauniform, jaket eller jakkesæt"; for kvinder, "Spadserdragt og hat".

## Titler
På morgenen for brylluppet tildelte prins Harrys farmor, dronning Elizabeth 2. af Storbritannien, titlerne hertug af Sussex, jarl af Dumbarton og Baron Kilkeel til prins Harry. Ved ægteskabet blev Markle hertuginde af Sussex, grevinde af Dumbarton og baronesse Kilkeel.